# 大德诚茶庄旧址
大德诚茶庄旧址是一座清代古建筑，位于山西省晋中市祁县昭馀镇	古城内西大街4-8号。
2003年1月15日，大德诚茶庄旧址授予晋中市文物保护单位。